# Villa Saint-Jean
 (mai 2011).
Si vous disposez d'ouvrages ou d'articles de référence ou si vous connaissez des sites web de qualité traitant du thème abordé ici, merci de compléter l'article en donnant les références utiles à sa vérifiabilité et en les liant à la section « Notes et références ».
La Villa Saint-Jean est un collège privé français installé sur un terrain cédé par le canton de Fribourg à la communauté des Marianistes, à Fribourg. Il est fondé en 1903 et animé par les marianistes jusqu'en 1970. L'établissement a notamment accueilli Antoine de Saint-Exupéry et le futur roi d’Espagne Juan Carlos Ier.

## Histoire
La Villa Saint-Jean est fondée en 1903 par François Kieffer, religieux marianiste, pendant le bouleversement anticlérical en France. Elle bénéficie pour son établissement du soutien de Georges Python. L'objectif est d'offrir un internat scolaire aux enfants de l’élite française. Pour accélérer son adoption, l'école est fondée comme section française du Collège Saint-Michel.
L'établissement évolue au cours des décennies, devenant international. Avant la Seconde Guerre mondiale, l’école a un caractère spécifiquement français, avec un internat éduquant avec rigueur principalement des français de familles bourgeoises. Le collège accueille également environ dix pour cent d'élèves francophones d'origine étrangère.
À partir de la rentrée scolaire 1962, la Villa Saint-Jean devient une « High School » catholique américaine ; elle reste gérée par les marianistes. En dépit de ce profond changement et comme beaucoup d’autres écoles à internat en Suisse à cette époque, la Villa Saint-Jean ferme définitivement ses portes en 1970. Ses bâtiments et terrains sont vendus en 1971 à l'État de Fribourg.

## Site et bâtiments
François Kieffer, directeur du collège de 1903 à 1919, installe provisoirement l'école à la rue de Morat. Georges Python facilite l'achat des terrains où sont construits les bâtiments de la nouvelle école, sur un promontoire du plateau de Pérolles entouré de trois côtés par les falaises dominant les sinuosités de la Sarine. Les bâtiments sont inaugurés en juillet 1904.
En 1973, suite à la vente des bâtiments, il est décidé de les démolir plutôt que de les adapter à leur destination future. Le 12 mars 1973, le pavillon de Saint-Jean est dynamité dans le cadre d'un exercice de protection aérienne. En attendant leur démolition, les autres bâtiments sont sommairement aménagés pour être utilisés provisoirement par le Collège Sainte-Croix.
Le 2 juin 1978, un incendie éclate dans le pavillon Bossuet, abritant la salle de gymnastique, qui est presque totalement détruit. Irréparable, le bâtiment est détruit à l'explosif le 24 août 1978.
Le 12 septembre 1980, le pavillon de la Sapinière est également démoli à l'explosif.
À part le hangar à la charpente de bois qui servait à l’entraînement pour le basket, le seul bâtiment qui subsiste aujourd’hui est celui de la Villa Gallia. Le bâtiment principal du Collège Sainte-Croix, qui occupe le site avec sa salle omnisport, a été inauguré en 1983. Un étage y a été ajouté en 1992. Dès 1999, la Villa Gallia est peu à peu occupée par le Collège, pour les cours d'arts visuels et de musique. De 2019 et jusqu'en 2022, d'importants travaux de transformation et d'extension ont lieu, obligeant les étudiants et enseignants à déménager à proximité, à l'ancienne Haute École de Santé. Les bâtiments rénovés sont réinvestis dès le mois d'avril 2022. La Villa Gallia est quant à elle rénovée de 2022 à 2023, année où le collège retrouve ses bâtiments en totalité.

## Anciens élèves notoires
- Pierre Bockel, prêtre, résistant, écrivain, Juste parmi les nations ;
- Louis de Bonnevie, officier au Maroc, ami d'Antoine de Saint-Exupéry[19];
- René de Castries, historien et académicien français[20];
- Selim Deringil (tr), historien turc[21];
- Anson Dorrance, entraîneur de football ;
- Jean-Philippe Douin, général d'armée aérienne[22];
- Jean Epstein, réalisateur ;
- Jacques François, acteur et comédien[23];
- Rio Helmi, photographe indonésien ;
- Juan Carlos Ier, futur roi d'Espagne, élève de 1947 à 1948[24];
- Michaël Litton, chocolatier ;
- Alexandre de Marenches, directeur général des services de renseignement français[25];
- Guy Sabran, écrivain ,
- Marc Sabran, ami d'Antoine de Saint-Exupéry ;
- Antoine de Saint-Exupéry, écrivain, élève de janvier 1915 à juillet 1917[26],[1];
- Régis de Saint-Jouan, historien, archiviste paléographe ;
- Charles Sallès, ami d'Antoine de Saint-Exupéry ;
- Gérard d'Orval, architecte DESA, ENSAD.

## Particularités
- L'un des cinq bâtiments du complexe de la Villa Saint-Jean, la Villa Gallia, est aujourd'hui utilisé par le Collège Sainte-Croix, dont le bâtiment principal se situe à deux pas de là[18].
- Le 15 octobre 1996, la rue qui passe devant la Villa Gallia est baptisée Rue Antoine-de-Saint-Exupéry en l'honneur de l'écrivain[27].